# Adelardo de Corbie
Adelardo, Adalardo o Abelardo de Corbie, O.S.B. (Huise, 752-Corbie, 2 de enero de 826 u 827) fue un noble, militar y abad católico franco, miembro de la dinastía de los Pipínidas, como primo del rey Carlomagno. Es considerado uno de los grandes abades de la época carolingia.
Es venerado como santo por la Iglesia Católica, y su conmemoración litúrgica se estableció el 2 de enero.

## Hagiografía

### Vida cortesana
Adelardo nació en Huise, en el 753, en el seno de una familia noble de la Francia medieval. Como miembro de la nobleza franca, Adelardo recibió una excelente educación, llegando a dominar el latín y el galorromance, precursor del francés.
Adelardo sirvió para Carlomagno como Missi dominici, luchando contra los sarracenos y los sajones. Luego su primo lo nombró mayordomo, y peleó junto a su padre contra los lombardos. Sin embargo, luego de que se anulara el matrimonio de su primo Carlomagno con la noble lombarda Desiderata, Adelardo abandonó el ejército franco en 772.

### Conversión
A pesar de llevar una vida de lujos y ostentación en la corte franca, en el año 773 Adelardo decidió abandonar sus títulos y a su familia, y se convirtió en religioso. Pronto, Adelardo ganó fama por los sabios consejos que daba a sus hermanos y por su entrega hacia los más desfavorecidos. 

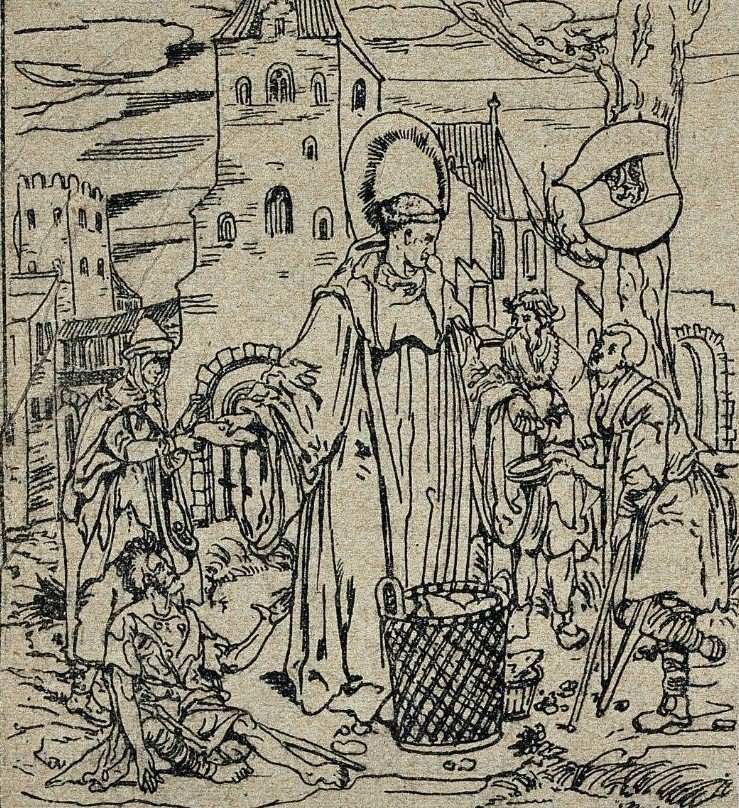
Adalard distribuyendo comida a los pobres, en la puerta de la Abadía de Corbie, xilografía de Hans Burgkmair, 1518.

Adelardo se hizo monje ermitaño en Benevento, y luego ingresó a la abadía de los benedictinos de Corbie, poniéndose al servicio del abad Maurdramne. Allí se dedicó a transcribir biblias, incluyendo una versión en la cual usó la tipografía de minúscula carolingia, originaria de la región donde gobernaba su familia.
En Corbie, Adelardo recibió visitas frecuentes de nobles que buscaban que intercediera ante su primo a favor de ellos, por lo que el monje, agotado por el acoso, decidió huir hacia Montecassino, refugiándose en la abadía de la región.
Aderlardo regresó a Corbie, viéndose descubierto en Montecassino, y llegó a ser abad de la unidad, cuyo scriptorium fomentó e hizo famoso por sus suntuosos manuscritos iluminados, hasta el punto de crearse en él la escritura minúscula carolina que se impuso a todo Occidente.
Pese a ser religioso, en 781 llegó a ser nombrado por su primo Carlomagno, como tutor y consejero de su hijo, Pipino de Italia, quien aún era muy joven para regentar el Reino Franco, tras el desheredamiento del hijo mayor de Carlomagno, Pipino el jorobado, por lo que Adelardo llegó a ser regente del Reino de Italia en su nombre. También llegó a ser protegido del rey, y uno de sus consejeros más cercanos cuando el noble alcanzó la edad mínima para gobernar, en 796.
También fue abad de Corvey en la actual Alemania; se sabe mantenía correspondencia con grandes dignatarios carolingios y parientes lejanos suyosː Alcuino de York, abad de Saint-Martin de Tours, Angilberto, abad de Saint-Riquier, Pablo el Diácono, abad de Montecassino; y Eginardo, consejero de Carlomagno, primo de Adelardo. Cuando Alcuino se retiró del ejercició monacal, Adelardo se convirtió en uno de los primeros consejeros de su primo Carlomagno; incluso el emperador Ludovico Pío acudió a él para pedirle consejo.
Se le atribuye la primera mención de la flor del lúpulo relacionada con la producción de cerveza (hasta entonces, según lo documentado, la cerveza se hacía con otras especies según la región). En el año 822 redactó un manual que detallaba cómo debía funcionar la abadía. Entre las tareas asignadas estaba la del encargado de recoger lúpulos salvajes para la elaboración de cerveza.
Pese a que era consejero de Ludovico, éste lo despidió y lo exilió a Noirmoutier en 814, hasta que murió el abad Benito de Aniane, encontrando Adelardo la abadía de Benito vacante y reinstalándose allí. Un año después fundó la Abadía de Corvey, donde instaló a su hermano Wala, quien se convirtió en abad. Murió finalmente el 2 de enero de 826, a los 75 años.

## Familia

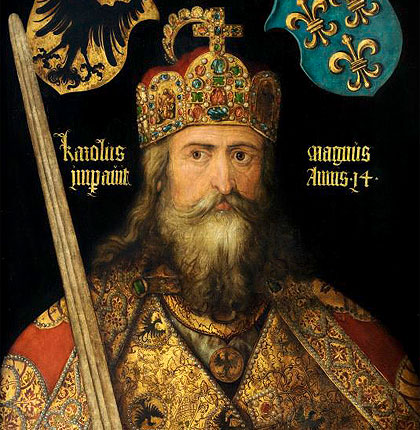
Adelardo era primo del emperador Carlomagno.

Adelardo pertenecía a la dinastía carolingia, ya que era hijo del noble franco, Bernardo, conde de Saint-Quentín, quien a su vez era uno de los siete hijos del noble franco Carlos Martel, y el único que tuvo con su tercera mujer, Ruodhaid.  
Así mismo era medio hermano del noble Wala, el monje Bernardo, y las abadesas Gundrada y Teodrada, quien antes de consagrarse a la vida religiosa había sido esposa del duque Teodorico. Según el sacerdote anglicano y escritor, Sabine Baring-Gould, Adelardo era tío de la noble y fundadora de comunidades moncales, Ida, quien estaba casada con el duque Egberto de Sajonia, de quien enviudó. Según ésta teoría, Ida era hija de Teodrada.

### Parentela
Entre los parientes más famosos de Adalardo están sus tíos, los reyes Carlomán y Pipino el Breve, los religiosos católicos Jerónimo y Remigio, obispo de Ruan; y las religiosas católicas Hiltrude y Hadeloge. Entre sus primos de la nobleza franca destacan los hijos de su tío Pipinoː el emperador Carlomagno, el rey Carlomán y la reina consorte Gisela.

## Veneración y culto público

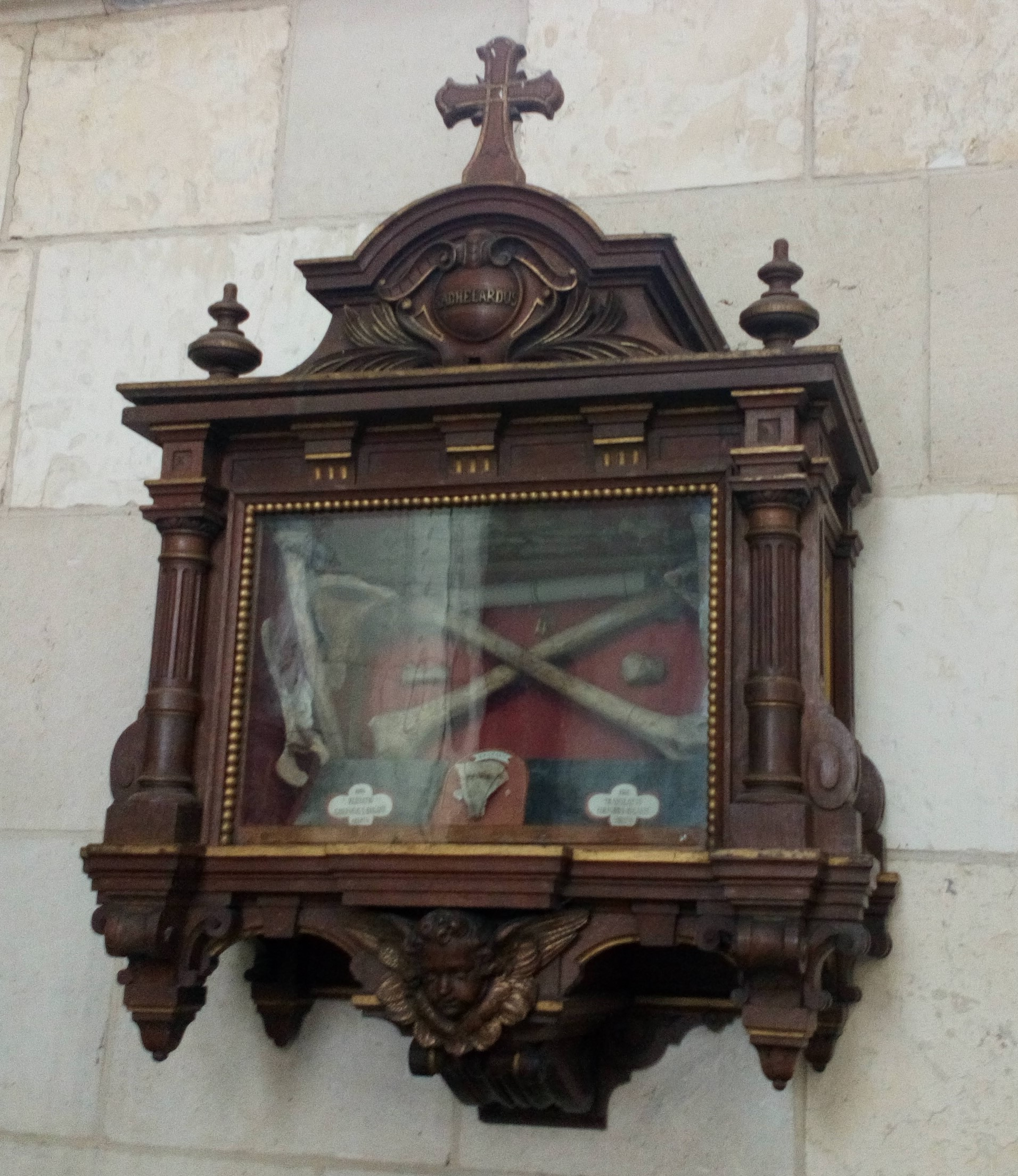
Reliquias atribuidas a Adalardo en la Abadía de Corbie, Somme, Francia.

Adalardo comenzó a ser venerado en regiones circundantes de Corbie, hasta que fue canonizado en 1024 por el Papa Juan XIX.
Actualmente su día litúrgico se celebra el 2 de enero, fecha probable de su muerte, y se le considera santo patrón en varios templos católicos y pueblos de Francia, a lo largo de las orillas de la rivera del Río Rin y también de los jardineros, ya que se habría desempeñado como tal durante su estancia en Corbie.
Su lugar de culto, naturalmente, es la Abadía de Corbie, en Somme, Francia, donde se conservan sus restos.